# Armstrong Whitworth A.W.16
L'Armstrong Whitworth A.W.16 est un biplan de chasse monoplace britannique de l'entre-deux-guerres.

## Origine
L’A.W.XIV ne parvenant pas à convaincre les autorités britanniques, J. Lloyd et Armstrong Whitworth développèrent sur fonds propres un nouveau monoplace à structure métallique entoilée destiné à répondre à la spécification F.9/26. La formule du monoplan à ailes inégales décalées était conservée mais le plan inférieur était sensiblement plus important, gagnant 2 m2, le maitre-couple du fuselage s’arrondissait et les roues du train d’atterrissage recevaient un carénage. Le prototype [A-2 puis G-ABKF] (c/n AW722) recevait un moteur Armstrong Siddeley Panther IIIA de 540 ch avec compresseur et réducteur, mais la mise au point de ce moteur fut particulièrement longue et les premiers vols eurent lieu fin 1930, alors que le Hawker Nimrod avait déjà été retenu. Pour sauver l’appareil Armstrong Whitworth tenta alors de le proposer à la Fleet Air Arm pour le programme N.21/26, mais il apparut délicat à piloter, donc difficile à poser sur le pont d’un porte-avions. 

## Concurrent du Gloster Gladiator
Persistant, le constructeur réalisa un second prototype [G-ACCD] (c/n AW828) équipé d’un moteur plus fiable, le Panther IIA, pour répondre à la Spécification F.7/30 qui vit s’affronter, outre le biplan Armstrong Whitworth, les Vickers Jockey (en), Hawker High Speed Fury et Gloster Gladiator. Ce dernier remporta logiquement le programme, mais une série fut lancée courant 1931, 17 A.W.16 armés de 2 mitrailleuses Vickers de 7,7 mm étant livrés à l’armée chinoise du Kwangsi via Hong Kong fin 1932, ils furent absorbés par l’armée nationaliste chinoise en 1937.
Un dernier appareil fut construit en 1933 comme banc d’essais en vol du moteur Armstrong Siddeley Hyena, mais ce moteur 15 cylindres en triple étoile qui souffrait de problèmes de refroidissement fut rapidement abandonné et cet avion fut vendu au cirque aérien de Sir Alan Cobham, tandis que le second prototype A.W. 16 était modifié pour devenir le prototype du Scimitar.

## Un dérivé, l'Armstrong Whitworth A.W. 35 Scimitar
Dans un ultime effort pour remporter la Spécification F.7/30 le second prototype A.W. XVI [G-ACCD] fut remotorisé avec un Panther VII développant 565 ch à 3 660 m avant d’effectuer des essais prolongés courant 1933 à l’A & AAE de Farnborough. Les résultats paraissant encourageants, le premier prototype A.W.16 fut reconstruit avec diverses modifications : adoption d’un Panther VII développant 605 ch à 4 115 m, soigneusement caréné sous un profond capot, revêtement de fuselage entièrement métallique, remplacement des deux Vickers Mk.II de 7,7 mm par des Vickers E de même calibre, possibilité d’emporter 4 bombes de 20 kg sous voilure, le tout conduisant à rebaptiser le monoplace A.W.35 Scimitar [G-ADBL]. Le premier vol du Scimitar fut enregistré le 29 avril 1935. Si le [G-ACCD] fut démantelé en 1936 le [G-ADBL], conservé par Armstrong Whitworth à l’usine de Whitley, fut malheureusement passé au pilon en octobre 1958. 
4 A.W.35 Scimitar à moteur Panther XIA de 730 ch furent livrés début 1936 à la Norvège.

## Utilisateurs
- République de Chine : 17 A.W. 16
- Norvège : 4 A.W.35 Scimitar